# Sir Mix-a-Lot
Anthony Ray (Auburn, Washington, 12 de agosto de 1963) conocido por su nombre artístico Sir Mix-a-Lot, es un cantante de rap, compositor y productor estadounidense.

## Historia
En 1986 una cinta de demostración grabada por el con el tema "Square Dance Rap" empezó a sonar en emisoras de radio del Reino Unido. Su popularidad le llevó a lanzar la canción como sencillo y a ser incluido en el concierto UK Fresh en el Wembley Arena junto a artistas reconocidos de la época.
Su primer éxito en Estados Unidos fue en 1988 con el sencillo "Posse on Broadway" que daba la impresión que hablaba de Nueva York cuando en realidad se refería a la calle del mismo nombre en Seattle. La canción utiliza una pista extraída de la canción Fame de David Bowie. Otros éxitos entre 1988 y 1990 fueron la versión "Iron Man" junto a la banda Metal Church y los temas originales "Buttermilk Biscuits", "Square Dance Rap", "Beepers" y "My Hooptie".
Trabajó con DJ Magic Mike acelerando el ritmo de su voz y usando el apodo de Kid Sensation. Firmó con Nastymix Records inicialmente pero los dejó para establecer su propio sello llamado Rhyme Cartel Records que firmó con American Recordings.
Su canción más conocida es "Baby Got Back" del álbum de 1992 "Mack Daddy". Esta canción es la que verdaderamente le dio fama y le permitió ganar en 1993 un Premio Grammy por Mejor Actuación de Rap en Solitario.
En 1993 colaboró con la banda grunge de Seattle, Mudhoney, para la canción "Freak Momma" incluida en la banda sonora de la película Judgment Night.
En 1995 Sir Mix-a-Lot fue el protagonista de la serie de televisión The Watcher de la cadena UPN.
En 1996 lanzó un disco llamado "Return of the Bumpasaurus" que fue un fracaso comercial debido a la poca promoción, por lo que dejó el sello discográfico. Durante ese tiempo, Sir Mix-a-Lot trabajó con el grupo The Presidents of the United States of America bajo el apodo de "Subset" combinando rock y rap, sin embargo nunca llegaron a publicar nada oficialmente.
En 2007, Nas lanzó la canción Where Are They Now (West Coast Remix) en donde aparecen Sir Mix-A-Lot, Breeze, King Tee, Kam, Candyman, Threat, Ice-T y The Conscious Daughters.

## Discografía

### Álbumes de estudio
- Swass (1988)
- Seminar (1989)
- Mack Daddy (1992)
- Chief Boot Knocka (1994)
- Return of the Bumpasaurus (1996)
- Beepers, Benzos, and Booty: The Best of Sir Mix-a-Lot (2000)
- Daddy's Home (2003)